# 日本绒螯蟹
日本绒螯蟹（学名：Eriocheir japonica）为绒螯蟹属的动物。分布于朝鲜半島东岸、庫頁島、日本、臺湾以及中国大陆的广东、福建等地，生活环境为海水，主要栖息于河流中，特别在河口半咸水底层较为常见。晚秋为繁殖季节，每值大雨之后的夜晚，常成群由淡水向河口迁移以及产卵。

## 食用
在日本，它是一種常見的食用蟹。日本方言中有「ツガネ」、「ツガニ」（津蟹）、「川ガニ」、「ヤマタロウ」（山太郎）等等不同稱呼。漁期為春季。